# Усть-Долысская волость

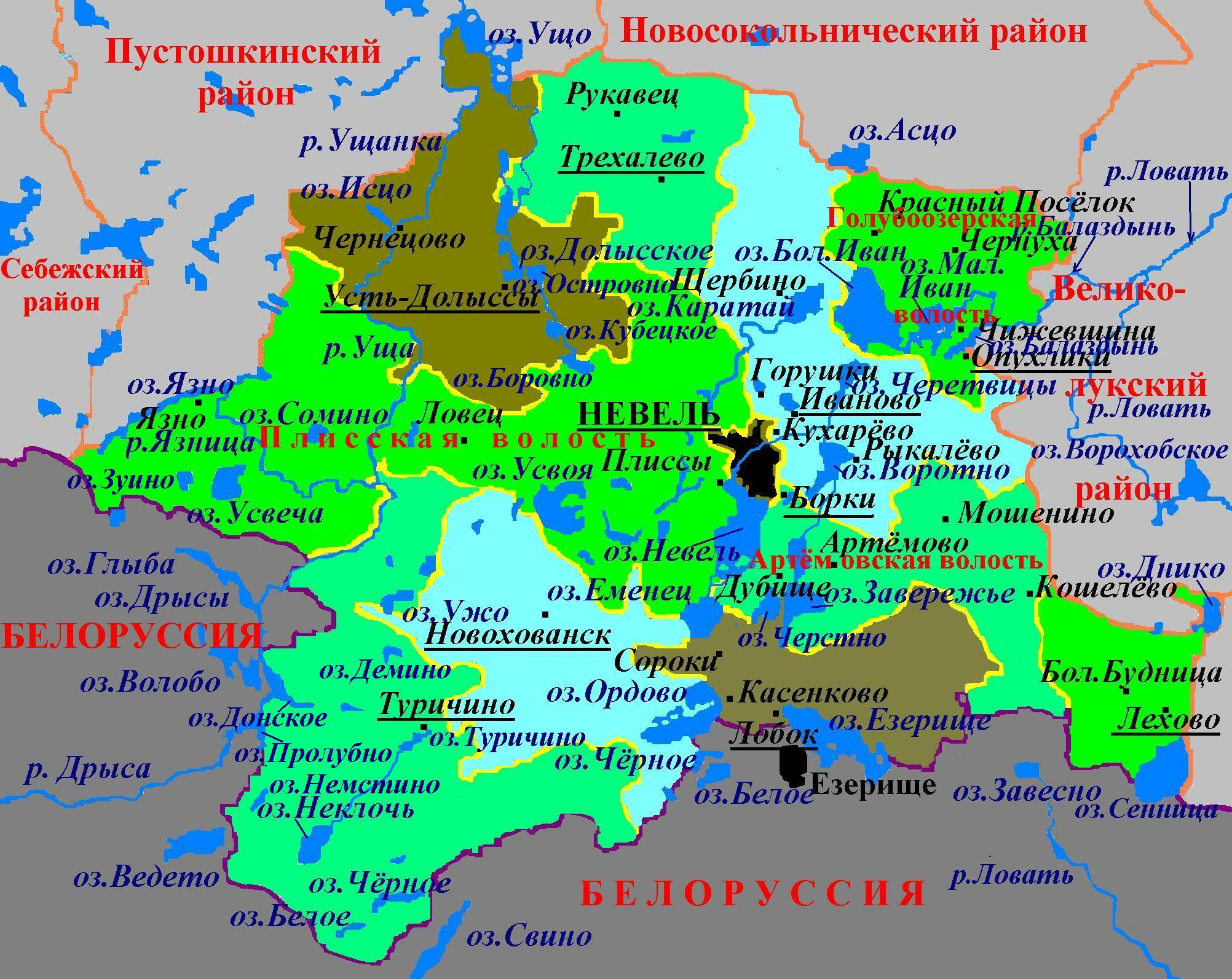
Административное деление Невельского района 2005—2015 гг.

Усть-Долысская волость — административно-территориальная единица 3-го уровня и муниципальное образование со статусом сельского поселения в Невельском районе Псковской области России.
Административный центр — деревня Усть-Долыссы.

## География
Территория волости граничит на юге с Плисской, на востоке — с Ивановской волостями Невельского района, на северо-западе и севере — с Пустошкинским, на северо-востоке — с Новосокольническим районами.
На территории волости расположены озёра: Долысское или Усть-Долысское (2,8 км², глубиной до 7 м), Островно или Островня (1,4 км², глубиной до 6,8 м), Кубецкое (1,1 км², глубиной до 7,2 м), Исцо или Искро (0,8 км², глубиной до 6 м) и др.

## Население
| 2002  | 2010  | 2012  | 2013  | 2014  | 2015  | 2016  |
| ----- | ----- | ----- | ----- | ----- | ----- | ----- |
| 1866  | ↘1495 | ↘1431 | ↘1382 | ↘1306 | ↘1293 | ↗1750 |
| 2017  | 2018  | 2019  | 2020  | 2021  |       |       |
| ↘1702 | ↘1654 | ↘1597 | ↘1570 | ↗1606 |       |       |

Суммарная численность населения Усть-Долысской волости с упразднённой Трехалёвской волостью, объединённых в новообразованную Ивановскую волость, по состоянию на 1 января 2015 года составляла 1761 человек.

## Населённые пункты
В состав волости с апреля 2015 года входят 85 населённых пунктов (деревень):
| №  | Населённый пункт     | Тип     | Население |
| -- | -------------------- | ------- | --------- |
| 1  | Акулино              | деревня | ↘3        |
| 2  | Апанасенки           | деревня | ↘3        |
| 3  | Асница               | деревня | →6        |
| 4  | Бегуново             | деревня | ↘13       |
| 5  | Белое                | деревня | →22       |
| 6  | Богданово            | деревня | ↘3        |
| 7  | Боёво                | деревня | ↘14       |
| 8  | Большое Овчино       | деревня | ↘0        |
| 9  | Бороуха Кубецкая     | деревня | ↘24       |
| 10 | Бороуха Ловецкая     | деревня | ↘0        |
| 11 | Боярское             | деревня | ↗13       |
| 12 | Бурмакино            | деревня | ↘0        |
| 13 | Васильки             | деревня | →2        |
| 14 | Водача-1             | деревня | ↗1        |
| 15 | Высокое              | деревня | ↗41       |
| 16 | Горка                | деревня | ↘10       |
| 17 | Горушка              | деревня | ↘8        |
| 18 | Демешково            | деревня | ↘5        |
| 19 | Деришино             | деревня | ↘11       |
| 20 | Дмитрово             | деревня | ↗2        |
| 21 | Долыссы              | деревня | ↘1        |
| 22 | Житки                | деревня | ↘5        |
| 23 | Жуково               | деревня | ↗23       |
| 24 | Завруи               | деревня | ↘47       |
| 25 | Зайцево              | деревня | ↘1        |
| 26 | Залавочье            | деревня | ↘8        |
| 27 | Замошица Канашовская | деревня | ↘8        |
| 28 | Замошица Кубецкая    | деревня | ↘0        |
| 29 | Замошье              | деревня | ↘4        |
| 30 | Заречье              | деревня | ↘6        |
| 31 | Иванцево Канашовское | деревня | →2        |
| 32 | Иванцево Кубецкое    | деревня | ↘13       |
| 33 | Ильенки              | деревня | ↘0        |
| 34 | Кислое               | деревня | ↘0        |
| 35 | Ковалёво             | деревня | ↘6        |
| 36 | Конново              | деревня | ↗8        |
| 37 | Копачёво             | деревня | ↘0        |
| 38 | Краснобаиха          | деревня | ↘5        |
| 39 | Кубок                | деревня | ↗33       |
| 40 | Курилиха             | деревня | ↘8        |
| 41 | Ласино               | деревня | ↘7        |
| 42 | Ломы                 | деревня | ↘0        |
| 43 | Лоповка              | деревня | ↘4        |
| 44 | Лужи                 | деревня | ↘6        |
| 45 | Малое Овчино         | деревня | ↘0        |
| 46 | Мотовилиха           | деревня | ↗12       |
| 47 | Мумино               | деревня | ↘0        |
| 48 | Мыленки              | деревня | ↘22       |
| 49 | Нарично              | деревня | ↘0        |
| 50 | Никониха             | деревня | ↘40       |
| 51 | Овсянчино            | деревня | ↗13       |
| 52 | Осовик               | деревня | ↘6        |
| 53 | Переволока           | деревня | ↘0        |
| 54 | Плиговки             | деревня | ↘1        |
| 55 | Подмолодье           | деревня | ↘30       |
| 56 | Пономарёво           | деревня | ↘17       |
| 57 | Прудины              | деревня | ↘5        |
| 58 | Пунище               | деревня | ↘0        |
| 59 | Пустыньки            | деревня | ↘0        |
| 60 | Пыги                 | деревня | ↘3        |
| 61 | Ровное               | деревня | ↘15       |
| 62 | Рожново              | деревня | ↘14       |
| 63 | Рукавец              | деревня | ↘81       |
| 64 | Рытовка              | деревня | ↘4        |
| 65 | Самриниха            | деревня | →4        |
| 66 | Сахарово             | деревня | ↗2        |
| 67 | Светлое              | деревня | ↘0        |
| 68 | Сельцы               | деревня | ↘18       |
| 69 | Сигово               | деревня | ↗9        |
| 70 | Синичино             | деревня | ↘2        |
| 71 | Слуки                | деревня | ↘0        |
| 72 | Старое               | деревня | ↘10       |
| 73 | Студенец             | деревня | ↘83       |
| 74 | Сухановка            | деревня | ↘0        |
| 75 | Таланкино            | деревня | ↘22       |
| 76 | Трехалёво            | деревня | ↘158      |
| 77 | Устиново             | деревня | →5        |
| 78 | Усть-Долыссы         | деревня | ↘974      |
| 79 | Уща-Река             | деревня | ↘1        |
| 80 | Федьково             | деревня | ↘0        |
| 81 | Фенёво               | деревня | ↘27       |
| 82 | Хомчиха              | деревня | ↘1        |
| 83 | Червоеды             | деревня | ↘19       |
| 84 | Чернецово            | деревня | ↗112      |
| 85 | Яковлево             | деревня | ↘1        |

## История
Постановлением Псковского областного Собрания депутатов от 26 января 1995 года все сельсоветы в Псковской области были переименованы в волости, в том числе Усть-Долысский сельсовет был превращён в Усть-Долысскую волость.
Законом Псковской области от 28 февраля 2005 года в границах волости было также создано муниципальное образование Усть-Долысская волость со статусом сельского поселения с 1 января 2006 года в составе муниципального образования Невельский район со статусом муниципального района.
В состав Усть-Долысской волости с января 1995 до апреля 2015 года входили 52 деревни: Акулино, Апанасенки, Бегуново, Боево, Бороуха Кубецкая, Бороуха Ловецкая, Боярское, Водача-1, Горка, Горушка, Демешково, Дмитрово, Долыссы, Житки, Жуково, Завруи, Залавочье, Замошица Канашовская, Замошица Кубецкая, Иванцево Канашовское, Иванцево Кубецкое, Ковалево, Копачево, Кубок, Курилиха, Ласино, Ломы, Лоповка, Мотовилиха, Мумино, Овсянчино, Большое Овчино, Малое Овчино, Переволока, Подмолодье, Прудины, Пыги, Ровное, Рожново, Самриниха, Сахарово, Сельцы, Сигово, Синичино, Слуки, Старое, Таланкино, Усть-Долыссы, Уща-Река, Хомчиха, Червоеды, Чернецово.
Законом Псковской области от 30 марта 2015 года в состав Усть-Долысской волости 11 апреля 2015 года была включена упразднённая Трехалёвская волость.

## Достопримечательности
Д. ДОЛЫССЫ — остатки усадебного парка конца XIX — начала XX вв.
Д. ЛАСИНО — дом А. Ф. Желанской, в котором в 1943 году был штаб командующего фронтом С. К. Тимошенко.
Д. МОНЬКИНО — городище в 100 м к востоку от оз. Долысское — археологический памятник 1-го тысячелетия до н. э. — 1-го тысячелетия н. э.
Д. РОВНОЕ — дом крестьянина В. П. Жукова — конец XVIII — XIX вв. — изба бывшего старосты помещика Жуковского.
Д. УСТЬ-ДОЛЫССЫ — почтовая контора 1852 года
Д. ЧЕРНЕЦОВО — 2 курганных группы — археологический памятник 1-го тысячелетия н. э.; бывшая усадьба генерала Е. А. Жуковского, где побывали художник-пережвижники Куренной, Вахромеев, поэтесса М. Цветаева; церковь Бориса и Глеба 1905 года, сохранилась в руинах; здание церковно-приходской школы 1907 года, выстроено помещиком Е. А. Жуковским.